# 外務省研修所
外務省研修所（がいむしょうけんしゅうじょ）は、外務省の施設等機関。

## 概要
外務省設置法第4条第1項第28号に外務省が任務を達成するために司る事務の一つとして、「政令で定める文教研修施設において所掌事務に関する研修を行うことが規定されている。外務省組織令第93条に施設等機関の規定が置かれ、外務省に外務省研修所を置くこと、研修所は外務省設置法に定める文教研修機関であること、研修所は外務省職員に対して職務を行うに必要な訓練を行うこと等が定められている。
また外務公務員法第15条に外務大臣は外務職員に政令で定める文教研修施設又は外国を含むその他の場所で研修を受ける機会を与えなければならないと規定され、研修の機会は外務職員の法律上の権利となっている。外務公務員法第15条の規定に基づき、外務職員の研修に関する省令が規定され、第1条で研修の目的として外務公務員として必要な知識、能力及び教養を増進すること、第2条で外務職員に対して適当な時期に期間を限って外務省研修所にて研修を受けることを命じなければならないことが規定されている。
外務省研修所は前身時代を含めて1946年から東京都文京区大塚に置かれていたが、1994年に神奈川県相模原市南区相模大野に移転した（文京区大塚にあった施設は現在は拓殖大学国際教育会館となっている）。

## 人員
外務省組織規則第51条から第54条にかけて、所長及び副所長、総括指導官、指導官、副指導官、研究主事、教務主事、事務主事を置くほか、非常勤の顧問を置くことができることが定められている。

## 研修内容
研修所における研修区分は第1部から第6部にわたる。
- 第1部は課長相当職以上の外務職員に対する研修
- 第2部は新規採用国家公務員総合職試験合格者及びそれに準ずる者に対する研修
- 第3部は新規採用専門職員試験合格者及びそれに準ずる者に対する研修
- 第4部は新規採用国家公務員一般職試験合格者及びこれに準ずる者に対する研修
- 第5部は外務省に併任されている外務省以外の行政機関の職員であって在外公館勤務予定の者に対する研修
- 第6部はその他の外務省職員に対する研修

## 歴史
近代国家として歩み始めた日本の外務省において、外交官養成について海外における留学制度が一部に設けられていた程度で、外務省内でしかるべき研修養成所は存在していなかった。
1941年に国際情勢の緊迫化に伴って職員訓練養成組織の必要性が注目されたことを受けて、組織化された総合的常設訓練機関として「外務省職員訓練所」が外務次官の下に所長を置いて本省内で開設された。1943年に「外務省職員訓練所」の附属機関として「外務省語学校」が本省内で開設された。しかし、「外務省職員訓練所」や「外務省語学校」は官制上の根拠を持つものではなかった。
1946年に外務省官制が改正される形で「外務省官吏研修所」を設けることが規定された。1949年に公布された外務省設置法に基づいて制定された外務省研修規程により、「外務省官吏研修所」は「外務省研修所」となった。

## その他
- 外務省の人材育成という主たる目的の他、外交の啓発、地域への貢献及び市民との交流という観点から、2002年より毎年[注 1]にわたって主に相模原市民及び市内で学ぶ学生を対象に相模原市教育委員会との共催で研修所において公開市民講座を開き、研修所長等による講演会を催している[9]。